# Catholicossat d'Abkhazie
Le catholicossat d’Abkhazie (géorgien : აფხაზეთის საკათალიკოსო, grec : Καθολικος Αμπχαζία) est une ancienne juridiction de l’Église orthodoxe géorgienne  qui exista en tant qu’entité indépendante en Géorgie occidentale des années 1470 à 1814. Elle était menée par le catholicos (plus tard, le catholicos-patriarche d’Abkhazie), officiellement appelé le catholicos-patriarche d’Iméréthie, Odishi, Ponto-Abkhaz-Guria, Racha-Lechkhum-Svaneti, des Ossètes, Dvals, et tout le Nord. La résidence des catholicoi était située à Bichvinta (désormais Pitsounda) en Abkhazie (dont le catholicossat tire son nom), mais fut transférée au monastère de Ghélati à la fin du XVIe siècle. En 1814, le dernier catholicos d’Abkhazie fut démis de ses fonctions par la Russie impériale qui prit contrôle de l’Église géorgienne depuis 1917.

## Histoire

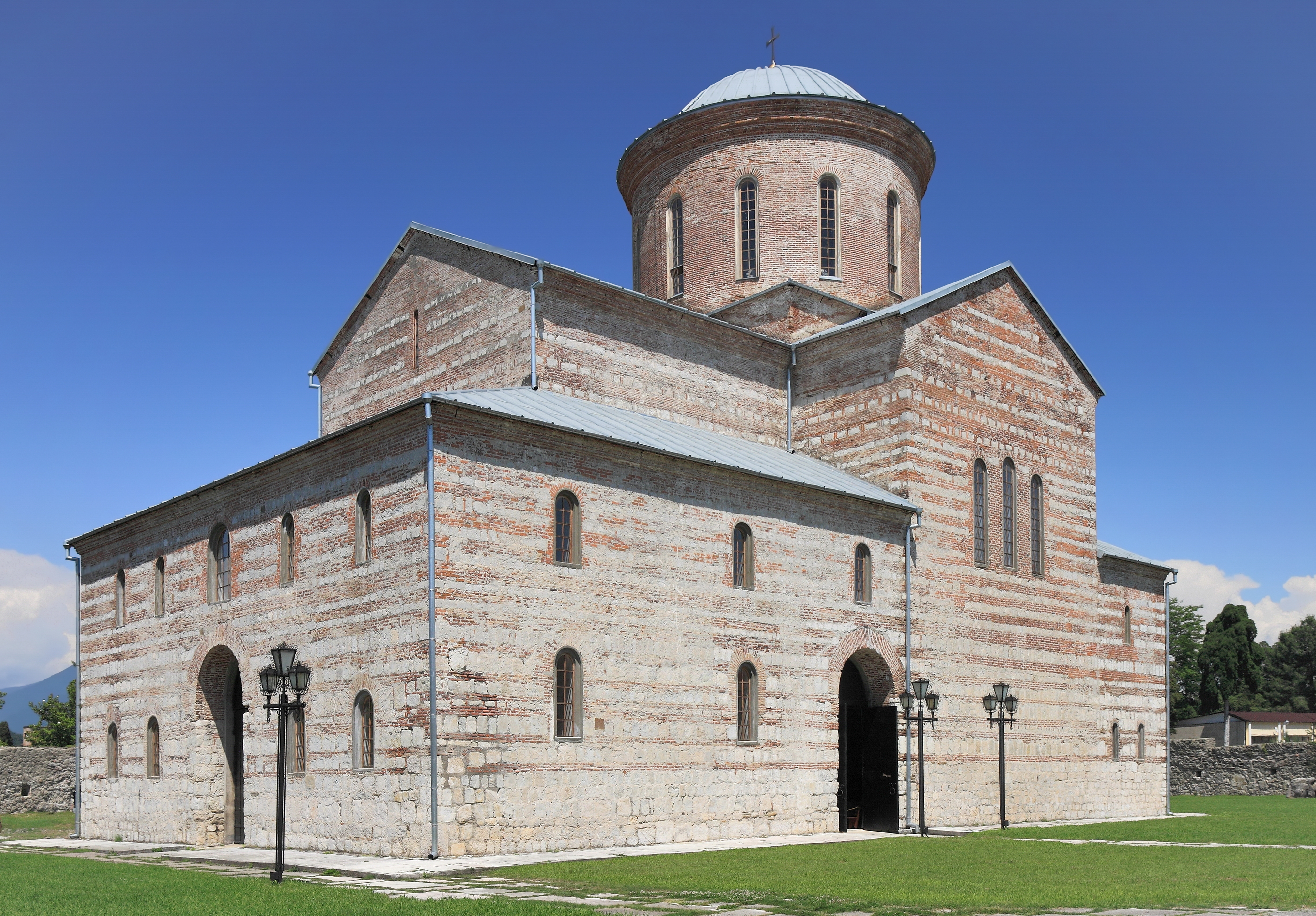
Cathédrale de Pitsounda, la première résidence du catholicossat d’Abkhazie.

La date d’établissement du catholicossat d’Abkhazie n’est pas connue avec exactitude, mais la plupart des chercheurs la situe entre le IXe et le XIe siècle. Les catholicoi d’Abkhazie n’étaient mentionnés que de façon sporadique dans les documents de cette époque. Ils n’étaient pas indépendants, mais subordonnés aux catholicoi-patriarches de toute la Géorgie de Mtskheta.
La première source écrite portant sur le catholicossat d’Abkhazie remonte à 1290. À cette époque, l’Empire mongol avait séparé la partie orientale de la Géorgie de sa partie occidentale, cette dernière étant de facto indépendante de la dynastie mongole houlagide. L’indépendance politique des souverains de cette partie occidentale, les Rois d’Imeriti, aurait contribué au développement du catholicossat, mais ce n’est pas avant la fin du XVe siècle qu’il émergea en tant qu’entité religieuse indépendante.
Une branche des Bagratides issue de l’effondrement final de la monarchie unifiée de Géorgie et établie en Géorgie occidentale, avec leur capitale à Koutaïssi, fit énergiquement valoir son indépendance vis-à-vis du Patriarcat de Géorgie. Le roi Iméréthieen Bagrat VI (1463-1478) parvint à obtenir le soutien de Michel IV d’Antioche, patriarche d’Antioche. À la demande du roi, celui-ci consacra l’archevêque Joachime de Tsaish et Bedia catholicos d’Abkhazie. Pour justifier la séparation du ressort de Mtskheta, Michel publia un document particulier, la “Loi de la Foi”, dans laquelle il faisait valoir que les façons différentes dont la Géorgie orientale et occidentale avaient été converties justifiaient leur développement indépendant.

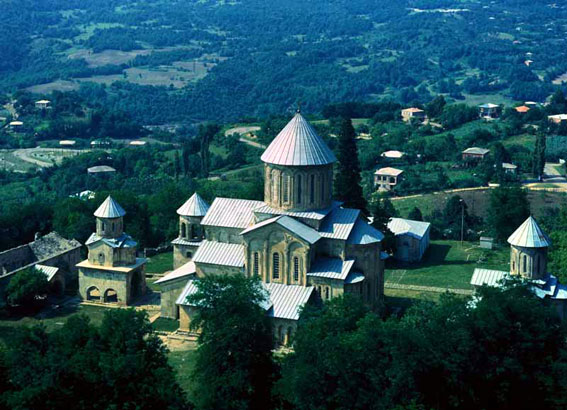
Monastère de Ghélati, le dernier siège des catholicoi d’Abkhazie.

C’est ainsi que les catholicoi d’Abkhazie devinrent indépendants et, plus tard, portèrent le titre de patriarche. Leur juridiction comprenait le royaume d’Iméréthie et plusieurs principautés vassales - Gourie, Mingrélie, Svanétie et l’Abkhazie. Ils se considéraient comme les vicaires de Saint André qui, selon la tradition médiévale, aurait prêché le christianisme en Géorgie occidentale.
À plusieurs moments de son histoire, le catholicossat a été subdivisé en plusieurs diocèses ou éparchies, notamment Bichvinta, Koutaïssi, Ghélati, Tsagueri, Tsaishi, Tsalendjikha, Chkondidi, Khoni, Ninotsminda, Nikortsminda, Chemokmedi, Djoumati, Dranda, Bedia et Mokvi.
À la fin du XVIe siècle, le catholicos-patriarche Eudemos I dut déplacer sa résidence de Bichvinta au monastère Guelati à Koutaïssi pour fuir l’expansion ottomane en Abkhazie. Eudemos lança une série d’importantes réformes et restaura des liens avec le Patriarcat de Géorgie tout en restant indépendant.
Les catholicoi d’Abkhazie étaient principalement issus de la haute noblesse géorgienne, et pouvaient donc soutenir l’Église financièrement. Néanmoins, l’islamisation de l’Abkhazie, d’Adjara et de la Basse-Guria par le régime ottoman porta un coup dur au catholicossat. La coopération étroite entre la dynastie royale et l’Église à la fin du XVIIIe siècle favorisa le retour du christianisme en Guria et dans certaines parties de l’Abkhazie. Néanmoins, après la conquête d’Iméréthie par la Russie impériale en 1810, le catholicossat d’Abkhazie fut aboli en 1814 par les autorités russes et intégré dans l’Exarchat de Géorgie, une subdivision de l’Église orthodoxe russe dont il fit partie jusqu’à la restauration de l’Église orthodoxe géorgienne unifiée et autocéphale de 1917.

## Catholicoi d’Abkhazie
- Nicholas (fin du XIIIe siècle)
- Arsenius (c. 1390)
- Daniel (fin du XIVe siècle)
- Joachim (1470s)
- Stephan (1490-1516)
- Malachia I Abashidze (1519-1540)
- Eudemios I Chkhetidze (1557-1578)
- Euthymius I Sakvarelidze (1578-1616)
- Malachia II Gurieli (1616-1639)
- Gregory I (1639)
- Maxim I Machutasdze (1639-1657)
- Zachary Kvariani (1657-1660)
- Simeon I Chkhetidze (1660-1666)
- Eudemios II Sakvarelidze (1666-1669)
- Euthymius II Sakvarelidze (1669-1673)
- David Nemsadze (1673-1696)
- Gregory II Lordkipanidze (1696-1742)
- German Tsulukidze (1742-1751)
- Bessarion Eristavi (1751-1769)
- Joseph Bagrationi (1769-1776)
- Maxim II Abashidze (1776-1795)
- Dositheus Tsereteli (1795-1814)